# Miaty
Miaty is een dorp in Polen, gelegen in het woiwodschap Groot-Polen, district Gniezno, in de gemeente Trzemeszno. In 2011 woonden er 293 mensen.

## Sport en recreatie
Door deze plaats loopt de Europese wandelroute E11. De E11 loopt van Den Haag naar het oosten, op dit moment de grens Polen/Litouwen. Ter plaatse komt de route van het westen vanaf Nowa Wieś Niechanowska. De route vervolgt in noordelijke richting naar Trzemeszno.